# Ballet du Capitole
Pour les articles homonymes, voir Capitole (homonymie).
Le Ballet du Capitole a été fondé au XIXe siècle. Il est rattaché au Théâtre du Capitole de Toulouse.

## Histoire
La création de cette compagnie remonte à celle du Théâtre du Capitole, au XIXe siècle. Mais pendant plus de deux siècles, le Ballet du Capitole est consacré à l’art lyrique : il danse les divertissements des opéras présentés sur la scène du Théâtre du Capitole. Durant de nombreuses décennies elle s'est vu limitée à la participation des représentations d'opéra en plus de quelques trop rares ballets romantiques. Il faut d'ailleurs attendre 1949 pour que des soirées entièrement consacrées à la danse soient proposées, à l’initiative de Louis Orlandi, maître de ballet et chorégraphe. Pour autant, les passages dansés des opéras étant de plus en plus supprimés, l'avenir de la compagnie était incertain. C'est Nicolas Joel qui décida de remettre la troupe toulousaine au devant de la scène française en nommant Nanette Glushak au poste de directrice de la danse en 1994.
C’est en août 2012 que Kader Belarbi, danseur étoile et chorégraphe, se voit proposer la direction de la danse au Théâtre du Capitole. Une nouvelle page s’ouvre alors pour le Ballet du Capitole. Son nouveau directeur et créateur s’attache au maintien de la tradition du grand répertoire classique et néoclassique tout en ouvrant le Ballet à la diversité des esthétiques et en faisant la part belle à la création contemporaine. 
Le projet artistique et l’ambition de Kader Belarbi sont de doter le Ballet du Capitole d’un large répertoire classique et d’ouvrir la compagnie en diversifiant ses répertoires, mais également de favoriser l’élargissement de ses publics, son inscription sur le territoire régional et son rayonnement international. 
Tradition et modernité résument la vocation du Ballet du Capitole. Fort de 35 danseurs de 14 nationalités différentes, il offre, de saison en saison, le reflet d’un ballet vivant, en phase avec son temps, ouvert à tous.

## Composition
Le Ballet du Capitole est composé de 36 danseurs (19 danseuses et 17 danseurs). Au début des années 2000 apparaissent quatre grades qui ont donné à la compagnie sa structure actuelle :
- premiers solistes,
- solistes,
- demi-solistes,
- corps de ballet.

En 2019, le titre d'Étoile revient au Ballet du Capitole, et remplace le grade de Premier Soliste.

### Étoiles
- Natalia de Froberville
- Ramiro Gómez Samón
- Marleen Fuerte Castro

### Les solistes
- Alexandra Surodeeva
- Ruslan Savdenov
- Philippe Solano

### Les demi-solistes
- Kayo Nakazato
- Tiphaine Prévost
- Solène Monnereau
- Nina Queiroz da Silva
- Kleber Rebello
- Minoru Kaneko

### Le corps de ballet
- Sofia Caminiti
- Georgina Giovannoni
- Nino Gulordava
- Saki Isonaga
- Juliette Itou
- Luna Jusic
- Loanah Marty
- Nancy Osbaldeston
- Lian Sanchez Castro
- Marie Varlet
- Eneko Amoros Zaragoza
- Charley Austin
- Amaury Barreras Lapinet
- Mathéo Bourreau
- Luca Dario Calcante
- Simon Catonnet
- Baptiste Claudon
- Alexandre de Oliveira Ferreira
- Jérémy Leydier
- Lorenzo Misuri
- Aleksa Zikic

## Répertoire
Le répertoire du Ballet du Capitole va du classique au contemporain en passant par le néo-classique. C'est avant tout les reprises des chorégraphies de George Balanchine qui ont fait la réputation de cette compagnie.

### Ballets soirée
- Kader Belarbi : La Reine morte, Piotr Ilitch Tchaïkovski, 2011.
- Jean-Christophe Blavier : Le Songe d’une nuit d’été, Roderik Vanderstraeten, 2003.
- Auguste Bournonville : La Sylphide, Hermann Løvenskjold, 1995.
- John Cranko :
  - Roméo et Juliette, Sergueï Prokofiev, 1998 ;
  - La Mégère apprivoisée, Kurt-Heinz Stolze, 2005.
- Derek Deane : Cendrillon, Sergueï Prokofiev, 1999.
- Nanette Glushak :
  - Giselle (d’après Jules Perrot, Jean Coralli et Marius Petipa), Adolphe Adam, 1995 ;
  - Don Quichotte, Ludwig Minkus, 2006.
- Enrique Martinez : Coppélia, Léo Delibes, 1997.
- André Prokovsky : Les Trois Mousquetaires, Giuseppe Verdi et Guy Woolfenden, 2010.
- Michel Rahn et Nanette Glushak : La Belle au bois dormant, Piotr Ilitch Tchaïkovski, 2000.
- Michel Rahn :
  - Casse-Noisette, Piotr Ilitch Tchaïkovski, 1997 ;
  - Alice au Pays des merveilles, Alexander Glazounov, 2010.

### Pièces courtes
- Françoise Adret : Symphonie de Psaumes, Igor Stravinsky, 1994.
- Frederick Ashton : Illuminations, Benjamin Britten, 1997.
- George Balanchine :
  - Allegro brillante, Piotr Ilitch Tchaïkovski, 1993 ;
  - Apollon musagète, Igor Stravinsky, 2004 ;
  - Brahms-Schönberg Quartet, Johannes Brahms et Arnold Schönberg, 2009 ;
  - Concerto Barocco, J. S. Bach, 2008 ;
  - Le Fils prodigue, Sergueï Prokofiev, 1994 ;
  - Liebeslieder Walzer, Johannes Brahms, 1996 ;
  - Raymonda Variations, Alexander Glazounov, 1997 ;
  - Rubis, Igor Stravinsky, 1996 ;
  - Slaughter on 10th Avenue (Meurtre sur la 10e avenue) de Richard Rodgers, 2004 ;
  - Square Dance, Antonio Vivaldi et Arcangelo Corelli, 1997 ;
  - Stars and Stripes Pas de deux, John Philip Sousa, 2000 ;
  - Symphonie écossaise, Félix Mendelssohn, 1994 ;
  - Symphony in C, Georges Bizet, 2000 ;
  - Tarantella pas de deux, Louis Moreau Gottschalk, 1996 ;
  - Tchaïkovski Pas de deux, Piotr Ilitch Tchaïkovski, 2007 ;
  - Thème et Variations, Piotr Ilitch Tchaïkovski, 2004 ;
  - Who cares ?, George Gershwin, 1994.
- Kader Belarbi :
  - À nos amours, Gabriel Fauré, Reynaldo Hahn, Zoltán Kodály, Arvo Pärt, Maurice Ravel, 2010 ;
  - Liens de table, Dmitri Chostakovitch, 2010.
- Mauro Bigonzetti :
  - Interférence, John Tavener, 1996 ;
  - Orma, Bruno Moretti, 2006.
- Davide Bombana : Carmen, Georges Bizet, Rodion Shchedrin, les Tambours du Bronx et Meredith Monk, 2006.
- Nils Christe :
  - Before Nightfall, Bohuslav Martinu, 2002 ;
  - Symphonie en trois mouvements, Igor Stravinsky, 2008 ;
  - Sync, Ludovico Einaudi, 2005.
- Patrick Delcroix : Caprice du destin, Arvo Pärt, 2009.
- Agnes De Mille : Rodéo, Aaron Copland, 1997.
- Nacho Duato :
  - Na Floresta, Heitor Villa-Lobos, 1999 ;
  - Por vos muero, musique espagnole des XVe et XVIe siècles, 2011.
- William Forsythe :
  - Herman Schmerman, Thom Willems, 1997 ;
  - The Vertiginous Thrill of Exactitude, Franz Schubert, 2009.
- Jacopo Godani : Scènes de force, 48nord, 2007.
- Lionel Hoche : Le Bœuf sur le Toit, Darius Milhaud, 1997.
- Bruno Jacquin :
  - Alla valse, Benjamin Britten, Dmitri Chostakovitch, Maurice Ravel, Alfred Schnittke et Jean Sibélius, 1997 ;
  - Cordées, Alfred Schnittke et Benjamin Britten, 2003.
- Jiří Kylián :
  - Petite Mort, Wolfgang Amadeus Mozart, 2008 ;
  - Sechs Tänze (Six Dances), Wolfgang Amadeus Mozart, 2008 ;
  - Sinfonietta, Leoš Jáňacek, 2005 ;
  - Symphony in D, Joseph Haydn, 2000 ;
  - Falling Angels, Steve Reich, 2009.
- Leonid Lavrovski : Roméo et Juliette – extrait : Pas de deux : scène du balcon, acte I (adapté par Nanette Glushak), Sergueï Prokofiev.
- José Limón : La Pavane du Maure, Henry Purcell et Simon Sadoff, 2010.
- Thierry Malandain :
  - Pulcinella, Igor Stravinsky, 1994 ;
  - Élégie, Gabriel Fauré, 1994 ;
  - Danses qu’on croise, Johannes Brahms, 1994.
- Peter Martins : Fearful Symmetries, John Adams, 2002.
- Benjamin Millepied : Paganini !, Niccolò Paganini, 2007.
- Myriam Naisy : Une Dernière Mesure, Gavin Bryars, 1997.
- Robert North :
  - Cité dansante, Leonard Bernstein, Max Roach, Aaron Jay Kernis et Frank Skriptschinski, 1997 ;
  - Troy Game, Bob Downes et batucada brésilienne, 1995.
- Marius Petipa :
  - Raymonda – extrait : 3e acte (adapté par Michel Rahn), Alexander Glazounov, 2009 ;
  - Le Corsaire – extrait : Pas de deux, acte I (adapté par Nanette Glushak), Riccardo Drigo, Yuli Gerber et Boris Vietinghoff-Schell, 2009 ;
  - Paquita - extrait : Grand Pas classique (adapté par Nanette Glushak), Ludwig Minkus, 2009.
- Angelin Preljocaj : Larmes blanches, Jean-Sébastien Bach, Claude Balbastre et Henry Purcell, 1994.
- Michel Rahn :
  - L’Oiseau de Feu, Igor Stravinsky, 1996 ;
  - Espèces en voie de disparition, Mallet et Piotr Ilitch Tchaïkovski, 1999 ;
  - Chimère, Dmitri Chostakovitch, Tommaso Antonio Vitali, 2010.
- Margo Sappington :
  - Toulouse-Lautrec, Jacques Offenbach, Gabriel Fauré, Camille Saint-Saëns, Claude Debussy et Erik Satie, 2000 ;
  - Rodin mis en vie, Michael Kamen, 1996.
- Uwe Scholz : Beethoven 7, Ludwig van Beethoven, 2003.
- Richard Tanner : Ancient Airs, Ottorino Respighi, 1999.
- Glen Tetley : Voluntaries, Francis Poulenc, 1995.
- Twyla Tharp : Nine Sinatra Songs, Frank Sinatra, 2009.
- Antony Tudor :
  - Jardin aux Lilas, Ernest Chausson, 1999 ;
  - Dark Elegies, Gustav Mahler, 1996.
- Ben van Cauwenbergh : Brel, Jacques Brel, 2002.
- Vassili Vaïnonen : Flammes de Paris – extrait : Pas de deux, acte IV (adapté par Nanette Glushak), Boris Assafiev, 2009.
- Hans van Manen :
  - Bits and Pieces, David Byrne, Brian Eno et Félix Mendelssohn, 2009 ;
  - Black Cake, Piotr Ilitch Tchaïkovski, Leoš Jáňacek, Igor Stravinsky, Pietro Mascagni et Jules Massenet, 2002 ;
  - Cinq Tangos, Astor Piazzolla, 1993 ;
  - In and Out, Laurie Anderson et Nina Hagen, 1995 ;
  - Sarcasmes, Sergueï Prokofiev, 1995 ;
  - Visions fugitives, Sergueï Prokofiev, 1995.
- Mauricio Wainrot :
  - Le Sacre du printemps, Igor Stravinsky, 2003 ;
  - Saisons de Buenos Aires, Astor Piazzolla, 2007.